# Mitre 10 Cup
A Mitre 10 Cup é o Campeonato Neo Zelandês de Rugby, a principal competição profissional entre clubes, criado em 2006 em substituição ao antigo campeonato provincial.

## Times
- Auckland
- Bay of Plenty
- Canterbury
- Counties Manukau
- Hawke's Bay
- Manawatu
- North Harbour
- Northland
- Otago
- Southland
- Taranaki
- Tasman
- Waikato
- Wellington

## Finais
| Temporada | Campeão    | Placar | Vice       | Estádio         | Público |
| --------- | ---------- | ------ | ---------- | --------------- | ------- |
| 2006      | Waikato    | 37–31  | Wellington | Waikato Stadium | 28,000  |
| 2007      | Auckland   | 23–14  | Wellington | Eden Park       |         |
| 2008      | Canterbury | 7–6    | Wellington | Westpac Stadium | 21,237  |
| 2009      | Canterbury | 28-20  | Wellington | AMI Stadium     |         |
| 2010      | Canterbury | 33-13  | Waikato    | AMI Stadium     | 10,500  |
| 2011      | Canterbury | 12-3   | Waikato    | Waikato Stadium |         |
| 2012      | Canterbury | 31-18  | Auckland   | AMI Stadium     |         |

1. ↑  «Cópia arquivada». Consultado em 24 de dezembro de 2012. Arquivado do original em 16 de janeiro de 2013
2. ↑  «Cópia arquivada». Consultado em 24 de dezembro de 2012. Arquivado do original em 28 de janeiro de 2013
3. ↑  «Cópia arquivada». Consultado em 24 de dezembro de 2012. Arquivado do original em 15 de janeiro de 2013